# Ari Stidham
Ari Stidham, född 22 augusti 1992 i Westlake Village, Kalifornien, är en amerikansk skådespelare. Han är bland annat känd för rollen som Sylvester Dodd i serien Scorpion.